# Nagy-Gete
A Nagy-Gete a Gerecse hegység keleti részén található hegy (457 m). Dorog, Csolnok, Annavölgy, Tokod és Tokodaltáró települések fogják közre. A 11-es számú Országos Kéktúra szakasz érinti a csúcsát.

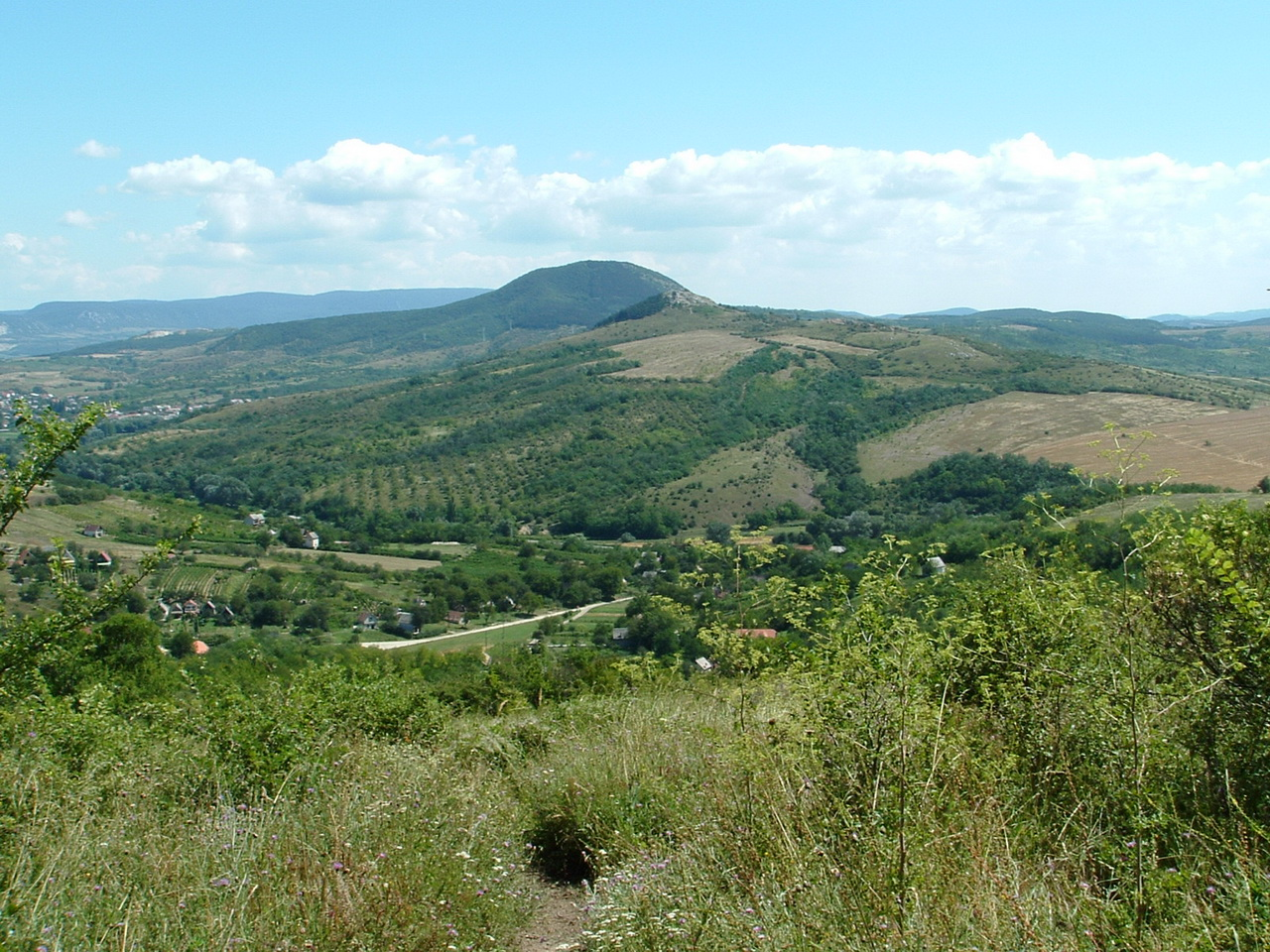
Nagy-Gete nyáron (előtérben a Hegyes-kő)
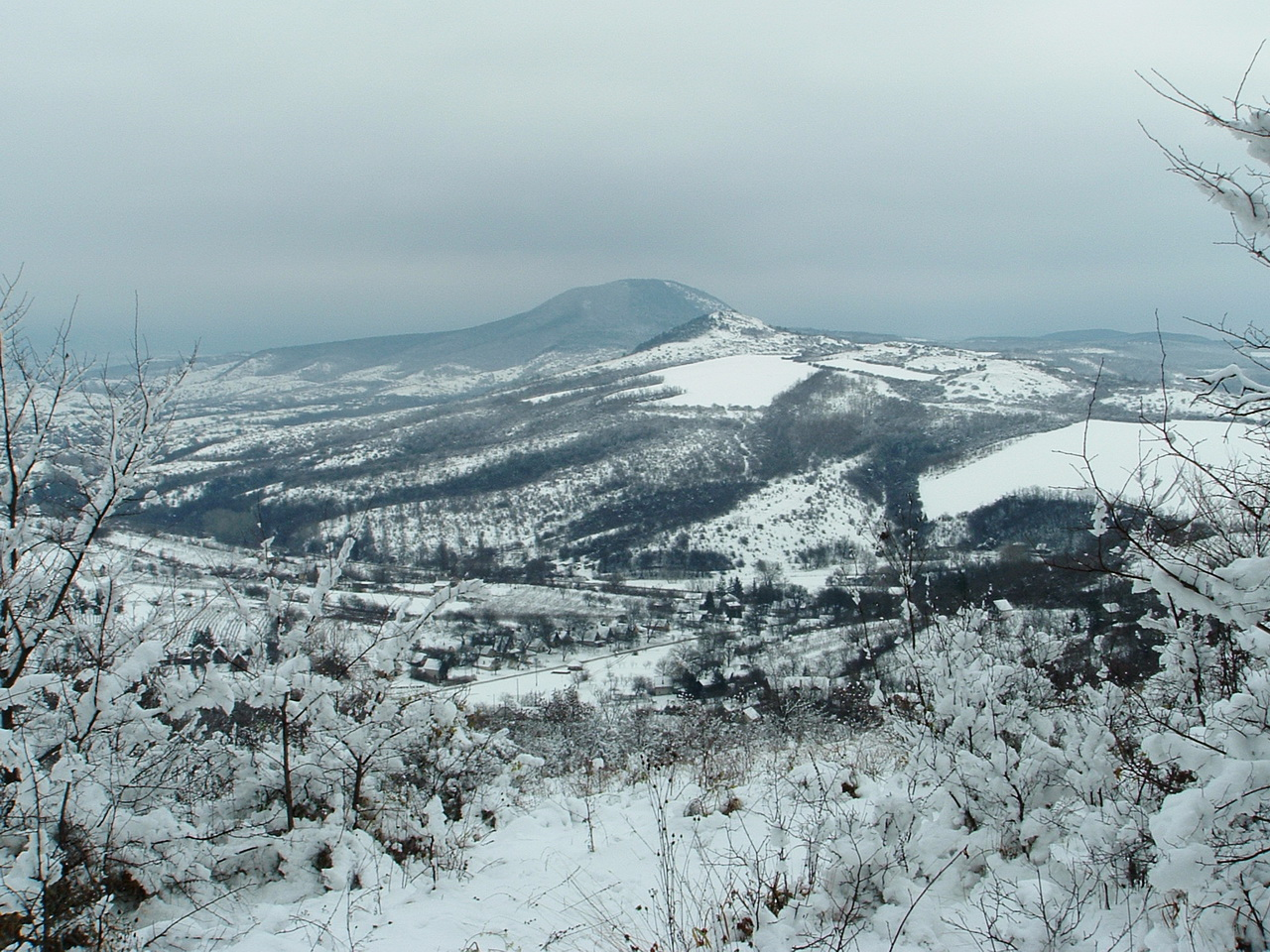
Nagy-Gete télen (előtérben a Hegyes-kő)

## Leírás
A Gerecse hegység keleti részén, emelkedik a Nagy-Gete, mely a környék legmagasabb csúcsa. A 457 méter (A Cartographia adatai szerint 456 m), magas hegy tetején szép kilátás nyílik a környékbeli településekre. Az Országos Kéktúra és a Kinizsi Százas teljesítménytúrák útvonala keresztül vezet a Nagy-Getén. Fekvése miatt kedvező terep a siklóernyőzés kedvelőinek is. A csúcson kis tisztás található, ahol 2000. szeptember 10-én felállított fakereszt áll. Ezt keresztet a budapesti szentimrevárosi egyház állította adományokból. Az 5,5 m magas, vörösfenyőből készült keresztet (Göncz Gyula készítette) Nagyboldogasszony tiszteletére emelték. A csúcstól északi irányban II. világháborús német katonák építette bunker maradványait találhatjuk.
A Nagy-Gete sasbérc (két vetősík közötti rög kiemelkedése). A rögök között talajszerkezetüknek köszönhetően árkos süllyedékek húzódnak, ahol harmadidőszaki üledékeknek köszönhetően kőszén alakult ki. Emiatt a környék településeire a szénbányászat volt a jellemző, ilyen település például Dorog, Tokod és a hajdan szinte kizárólag bányászok által lakott Annavölgy.

## Érdekességek
1908-ban a Nagy-Gete adott otthont az első hazai síversenynek.